# Угарта
Угарта (араб. الوقارتة) - оаза і село в общині Бені-Аббес у вілаєті Бешар на заході Алжиру. 

## Географія
Знаходиться за 50 км (31 миля) на північний захід від міста Бені-Аббес і близько 250 км (160 миль) на південь від міста Бешар, столиці провінції. Населення — близько 250 жителів. Село отримало свою назву до хребта Угарта, який оточує село. Місцева дорога з'єднує село з шосе N6 поблизу міста Бені-Аббес.
Ця оаза одержує воду із спеціального каналу - кяризу. Місцева вода насищена сульфатом алюмінію-калію (KAl(SO4)2, 12 H2O)

## Історія
Угарта було колишнім транзитним центром для караванів, що мандрували на південь. Поселення також служило місцем тримання під вартою злочинців під час колоніального періоду.